# Sainte-Marie-Kerque
Sainte-Marie-Kerque és un municipi francès, situat al departament del Pas de Calais i a la regió dels Alts de França. L'any 1999 tenia 1.412 habitants.
Es troba al nord del departament del Pas de Calais. Està a prop del departament del Nord i de la ciutat d'Audruicq, al cantó d'Audruicq, que al seu torn forma part del districte de Saint-Omer. L'alcalde de la ciutat és Jean Vasseur (2001-2008).